# Crkva sv. Marka u Perastu
Crkva sv. Marka je rimokatolička crkva u Perastu.

## Smještaj
Nalazi se u zapadnom dijelu grada, u Penčićima. Nalazi se tik do palače Smekja s istočne strane. U redu zgrada iznad su zarasle zidine i ostatci građevina koje su pod zaštitom.Ulicom se uzbrdo stiže do crkve sv. Nikole i palače Krilović.

## Povijest
Sagrađena je 1760. godine. Graditelji su iz bratovštine, ne iz redova plemstva. Bratovština koja je sagradila je bratovština sv. Ivana. Novoj crkvi je pripojena stara kapela obitelji Štukanovića. Od nje je i sakristija, zvonik i unutarnji grobovi.

## Osobine
Pročelje je od korčulanskog kamena. Tlocrta je bizantskog križa, što je u svezi s mletačkim barokom. Barokno su isprekidane crte. Trokuti su u antičko-renesansnom stilu. Iznad ulaznih vrata je mletački motiv: mletački lav s otvorenom knjigom. Na zabatu su tri kamena kipa.
Zgrada crkve i danas služi u vjerske svrhe.

## Galerija
- Crkva sv. Marka.
- Pogled na palačju Smekja. Desno se vidi pročelje crkve sv. Marka.
- Crkva sv. Marka.